# Pseudoteratura sundaica
Pseudoteratura sundaica är en insektsart som först beskrevs av Kästner 1932.  Pseudoteratura sundaica ingår i släktet Pseudoteratura och familjen vårtbitare. Inga underarter finns listade i Catalogue of Life.